# Đầu nối RCA
Đầu nối RCA (Hay còn gọi là Đầu nối RCA Phono hoặc Đầu nối Phono) là một loại đầu nối điện thường dùng để truyền tín hiệu âm thanh hoặc hình ảnh. Cái tên RCA bắt nguồn từ Công ty Radio Corporation of America, công ty đã giới thiệu thiết kế của chúng vào những năm 1930. Các đầu nối phích cắm đực và giắc cắm cái được gọi là Phích cắm RCA và Giắc cắm RCA.
Từ Phono trong đầu nối Phono là viết tắt của phonograph, bởi vì ban đầu loại đầu nối này được tạo ra để cho phép kết nối với máy quay đĩa với máy thu thanh. Giắc cắm RCA thường được sử dụng trong đầu vào Phono, một bộ giắc cắm đầu vào nằm ở phía sau của preamp (bộ tiền khuếch đại), mixer hoặc bộ khuếch đại, đặc biệt là các máy thu thanh đời đầu, có gắn máy quay đĩa hoặc bàn xoay.

## Lịch sử

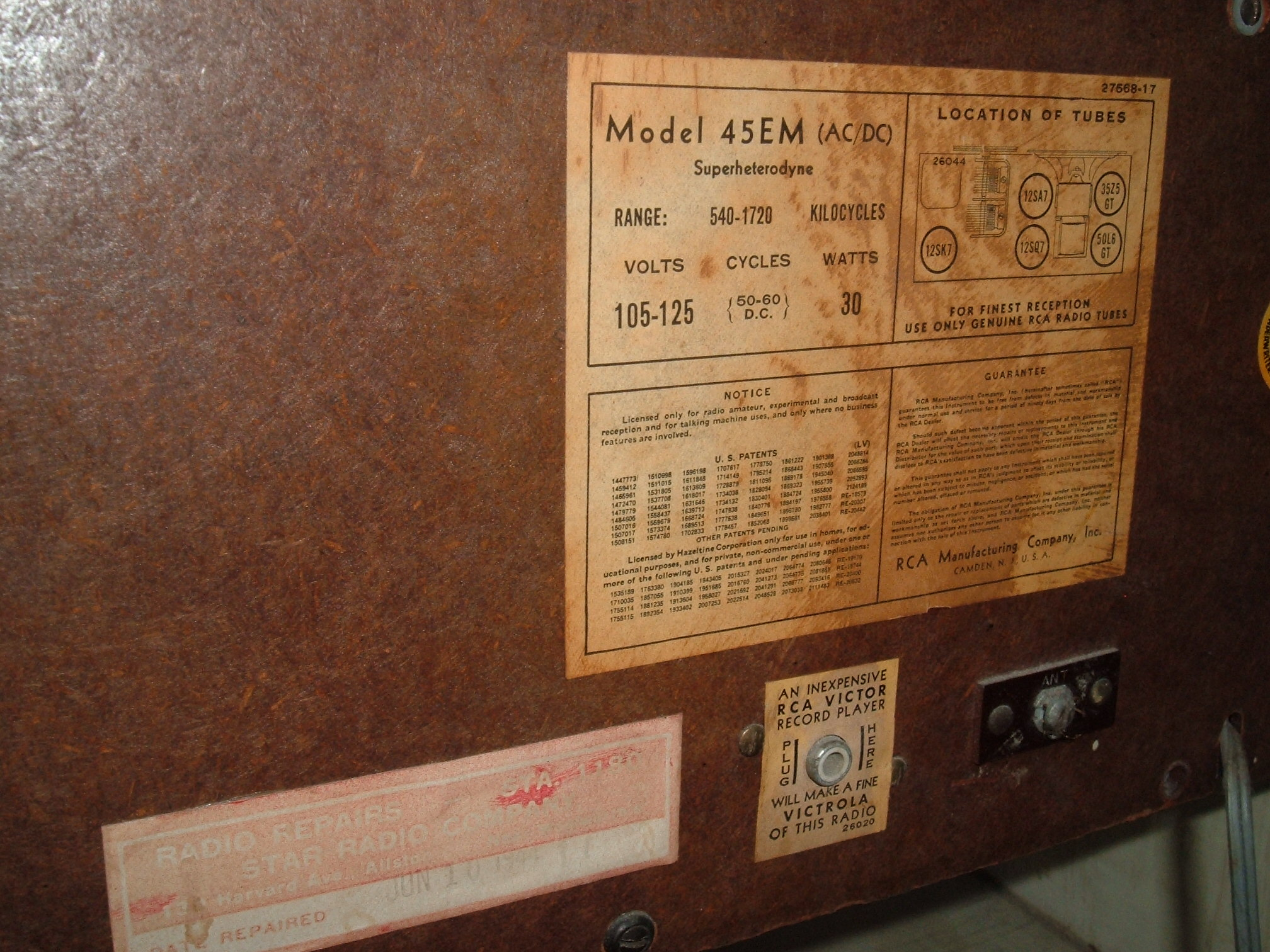
Mặt sau của đài AM để bàn kiểu ống chân không 45EM RCA kiểu 1939 với giắc cắm RCA cái. Thẻ ghi "An inexpensive RCA Victor record player will make a fine Victrola of this radio. Plug here." (Một máy ghi âm RCA rẻ tiền sẽ tạo nên một chiếc Victrola tuyệt vời của đài này. Cắm vào đây.)

Không muộn hơn năm 1937, Công ty RCA (Radio Corporation of America) đã giới thiệu thiết kế này như một đầu nối nội bộ trong bảng điều khiển sàn máy quay đĩa radio của họ. Khung khuếch đại có các đầu nối cái chấp nhận cáp đực từ khung vô tuyến và máy hát đĩa. Ban đầu, khái niệm này được dự định như một phương pháp dễ dàng để rút nguồn trong khi khắc phục sự cố bảng điều khiển trong quá trình bảo dưỡng.
Không muộn hơn năm 1938, RCA đã di chuyển đầu nối cái vào bảng điều khiển phía sau của nhiều mẫu radio AM để bàn của họ để cho phép khách hàng một phương pháp dễ dàng để gắn máy quay đĩa hoặc TV bên ngoài vào một ngày sau đó. Đầu nối được gắn nhãn ở mặt sau của radio với một trong các thuật ngữ sau: "Victrola", "Phono", "Pick-up", "Tivi". RCA sau đó đã tiếp thị một bàn xoay đặc biệt cho các bản ghi 45 RPM, kiểu 9JY.
Năm 1939, RCA giới thiệu hai bảng điều khiển sàn vô tuyến-truyền hình (TRK-9, TRK-12) sử dụng cùng một khái niệm kết nối nội bộ nhưng đầu ra âm thanh của thùng máy truyền hình được kết nối với máy phát thanh/bộ khuếch đại thông qua cáp đực sang cáp đực. Ba mẫu TV giá rẻ hơn năm 1939 có đầu nối đầu ra âm thanh trên bảng điều khiển phía sau thay vì bộ khuếch đại và loa tích hợp: RCA TT-5, Westinghouse WRT-700, GE HM-171.
Vào những năm 1950, đầu nối RCA bắt đầu thay thế đầu nối điện thoại 1 phần 4 inch (¼ inch) cũ hơn cho nhiều ứng dụng khác trong thế giới âm thanh tiêu dùng khi các hệ thống có độ trung thực cao bắt đầu trở nên phổ biến trong cuộc cách mạng bóng bán dẫn. Việc cải tiến các đầu nối RCA đến với các thiết kế sau này, mặc dù chúng vẫn tương thích.

## Các ứng dụng khác

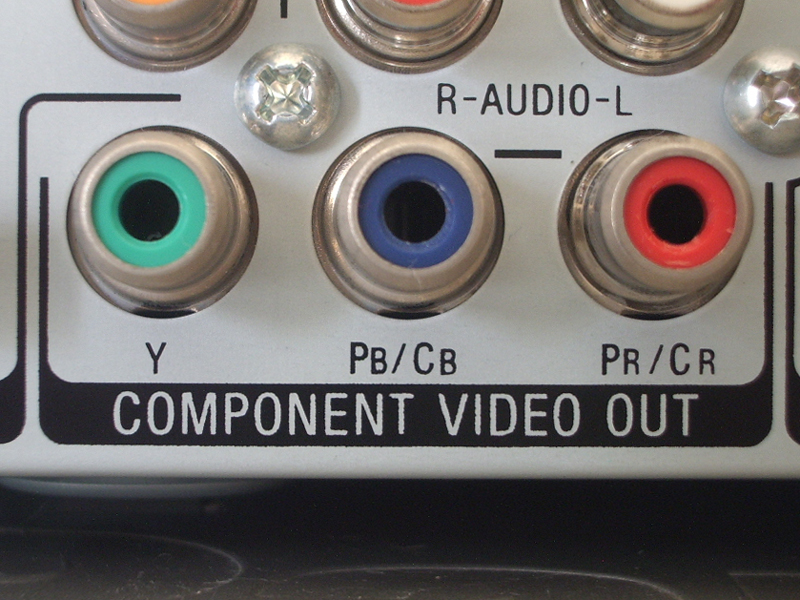
Giắc cắm RCA cái được sử dụng cho đầu ra của video thành phầnYPbPr.

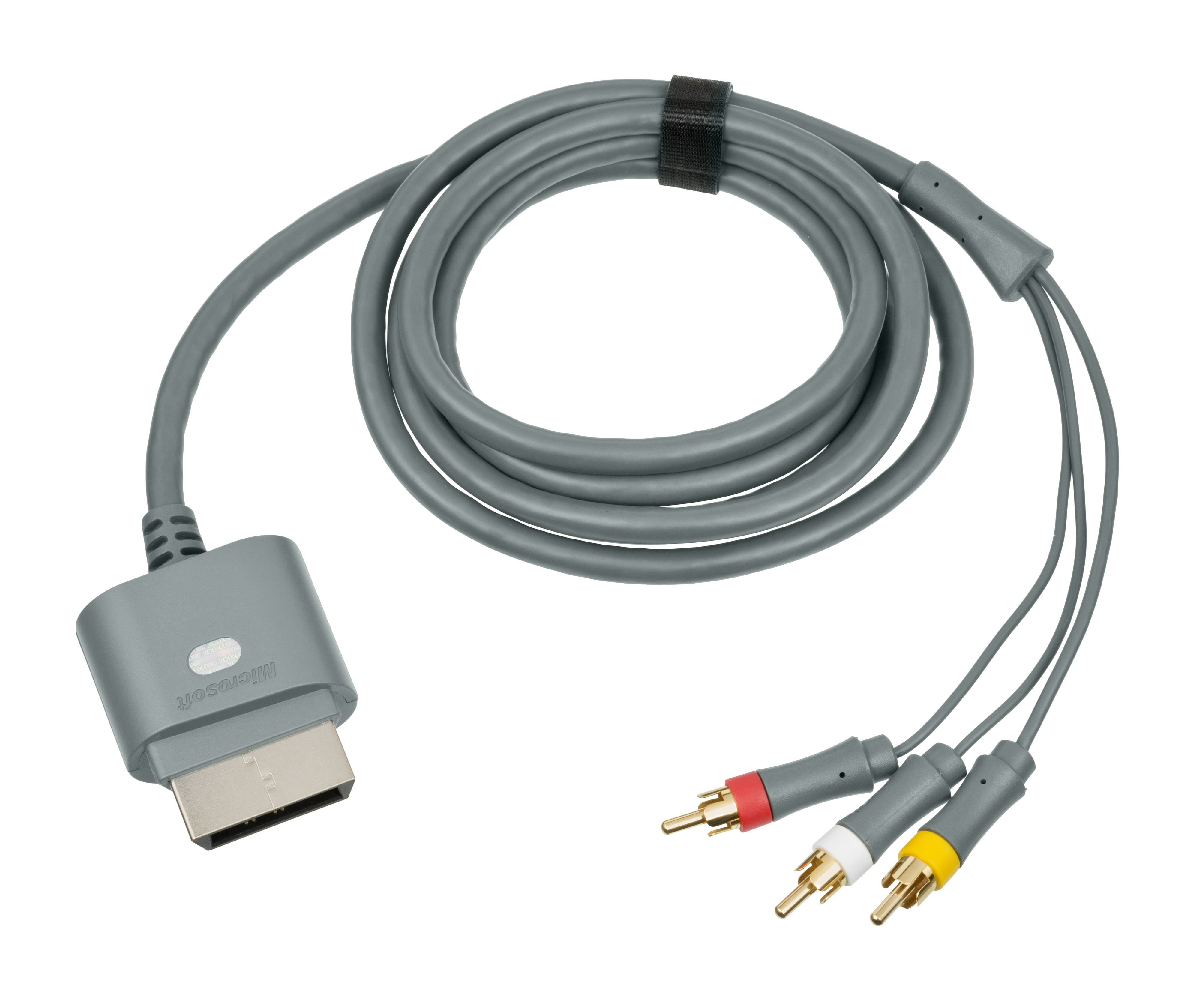
Cáp video tổng hợp với đầu cắm RCA đực cho Xbox 360.

Trong cách sử dung thông thường nhất, cáp có một phích cắm tiêu chuẩn ở mỗi đầu, bao gồm một đầu nối đực ở giữa, được bao quanh bởi một cái vòng. Vòng thường được phân đoạn để cung cấp áp lực kẹp lò xo khi kết nối chúng với nhau. Thiết bị gắn ổ cắm (giắc cắm cái), bao gồm một lỗ chính giữa với một vòng kim loại xung quanh. Vòng trên giắc cắm có đường kính nhỏ hơn một chút và dài hơn vòng trên phích cắm, cho phép vòng của phích cắm vừa khít với nó. Giắc cắm có một khu vực nhỏ giữa vòng ngoài và vòng trong được lấp đầy bằng chất cách điện, thường là bằng nhựa (các phiên bản rất sớm hoặc loại được sản xuất để sử dụng làm đầu nối RF, gốm đã từng được sử dụng).
Đầu nối RCA ban đầu được sử dụng cho tín hiệu âm thanh. Giống như nhiều đầu nối khác, nó đã được chấp nhận cho các mục đích sử dụng khác với mục đích ban đầu, bao gồm làm đầu nối nguồn DC, đầu nối RF và làm đầu nối cho cáp loa. Việc sử dụng nó như một đầu nối cho các tín hiệu video tổng hợp là rất phổ biến, nhưng cung cấp khả năng kết hợp trở kháng kém. Đầu nối và cáp RCA cũng thường được sử dụng để truyền âm thanh kỹ thuật số định dạng S / PDIF, với các đầu cắm có màu cam để phân biệt chúng với các kết nối thông thường khác.
Kết nối được thực hiện bằng cách đẩy phích cắm của cáp vào giắc cắm cái trên thiết bị. Chân mang tín hiệu nhô ra khỏi phích cắm và thường tiếp xúc với ổ cắm trước khi các vòng nối đất gặp nhau, dẫn đến tiếng vo ve hoặc tiếng vo vo lớn nếu các thành phần âm thanh không có chung điểm và được cấp nguồn trong khi kết nối. Có thể xảy ra nhiễu liên tục nếu giắc cắm rơi ra khỏi giắc cắm một phần, làm đứt kết nối đất nhưng không có tín hiệu. Một số biến thể của phích cắm, đặc biệt là các phiên bản rẻ hơn, cũng cho độ bám và tiếp xúc giữa các lớp vỏ với mặt đất rất kém do chúng không có lò xo tác động.
Chúng thường được mã hóa theo màu, màu vàng cho video tổng hợp, màu đỏ cho kênh âm thanh bên phải và màu trắng hoặc đen cho kênh bên trái của âm thanh nổi. Bộ ba (hoặc cặp) giắc cắm này thường có thể được tìm thấy ở mặt sau của thiết bị âm thanh và video. Một hoặc nhiều bộ thường được tìm thấy trên TV để tạo điều kiện kết nối với máy quay, các nguồn video di động khác và bảng điều khiển trò chơi điện tử. Mặc dù gần như tất cả các đầu nối, bao gồm cả âm thanh analog và S/PDIF cũng như video tổng hợp và video thành phần, có thể sử dụng cáp 75 Ω giống hệt nhau, doanh số bán cáp chuyên dụng cho mỗi mục đích sử dụng đã tăng lên. Chất lượng cáp thay đổi có nghĩa là cáp âm thanh mức đường truyền rẻ tiền có thể không truyền thành công video thành phần. Đối với âm thanh kỹ thuật số, miễn là kết nối được thực hiện thành công bằng cách sử dụng dây cáp, âm thanh sẽ vẫn trung thực với tín hiệu gốc vì tín hiệu kỹ thuật số chỉ có thể được nhận đầy đủ hoặc hoàn toàn không nhận được. Cáp phải đáp ứng thông số kỹ thuật S/PDIF như được xác định bởi tiêu chuẩn quốc tế IEC 60958-3 để đảm bảo hiệu suất.
Phích cắm đực có chân cắm ở giữa đường kính 3,175 mm (⅛ inch) và được bao quanh bởi một lớp vỏ bên ngoài có đường kính 8,25 mm (⅓ inch).

## Nhược điểm

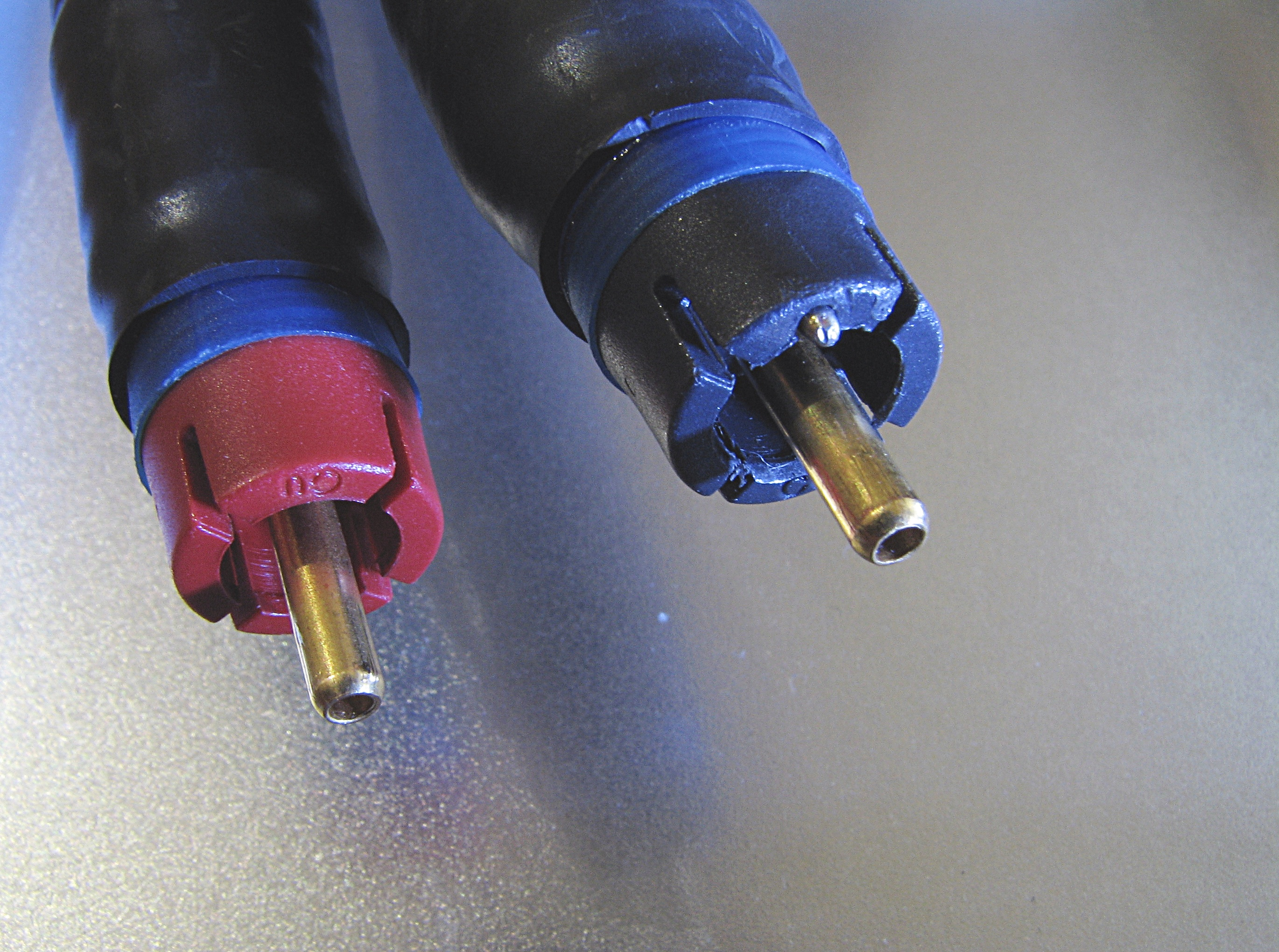
Biến thể "Đầu cắm viên đạn" - Lưu ý dây dẫn rỗng ở giữa và điểm chốt cho tín hiệu trở lại.

Khi kết nối đầu nối đực với cái, kết nối nóng bên trong (tín hiệu) được thực hiện trước khi kết nối đất đã được đảm bảo; điều này thường tạo ra tiếng kêu lớn nếu thiết bị đang hoạt động khi kết nối được thực hiện.
Dây tín hiệu nóng và mặt đất tín hiệu được cung cấp bởi kết nối RCA thực hiện kết nối không cân bằng. Kết nối cân bằng thực sự thường được ưu tiên trong một số ứng dụng nhất định, đặc biệt là cài đặt chuyên nghiệp vì nó cho phép sử dụng cáp dài đồng thời giảm nhạy cảm với tiếng ồn bên ngoài.
Sử dụng đầu nối RCA, mỗi tín hiệu yêu cầu đầu cắm riêng. Ngay cả trường hợp đơn giản là gắn một boong cassette có thể cần bốn trong số chúng - hai cho đầu vào âm thanh nổi và hai cho đầu ra âm thanh nổi. Trong bất kỳ thiết lập thông thường nào, điều này nhanh chóng dẫn đến tình trạng lộn xộn các loại cáp và nhầm lẫn trong cách kết nối chúng. Tình trạng này càng trở nên tồi tệ hơn nếu người ta xem xét các tín hiệu phức tạp hơn như video thành phần (tổng cộng ba cho video và hai cho âm thanh tương tự hoặc một cho âm thanh đồng trục kỹ thuật số).
Đã có những nỗ lực giới thiệu các đầu nối âm thanh / video kết hợp cho tín hiệu trực tiếp, nhưng trong lĩnh vực tương tự, không có đầu nối nào trong số này trở nên phổ biến, ngoại trừ Châu Âu, nơi đầu nối SCART rất thành công. Trong một thời gian, đầu nối DIN 5 chân phổ biến cho kết nối âm thanh nổi hai chiều giữa thiết bị A/V, nhưng nó đã bị thay thế hoàn toàn trên các thiết bị tiêu dùng hiện đại. Mặc dù bộ điều chế RF vốn đã truyền tín hiệu A/V kết hợp trong các ứng dụng video, nhưng chúng phụ thuộc vào hệ thống truyền hình quảng bá và đầu nối RF không phổ biến trên toàn thế giới; Tín hiệu RF nhìn chung cũng kém hơn so với tín hiệu trực tiếp do chuyển đổi giao thức và các hạn chế RF của ba hệ thống truyền hình tương tự chính (NTSC, PAL và SECAM).
Trước khi truyền hình HD trở thành tiêu chuẩn, gần như tất cả TV, VCR và đầu đĩa DVD được bán ở Châu Âu đều có đầu nối SCART, mặc dù đôi khi chúng được bổ sung bằng đầu nối RCA và/hoặc RF. Bộ điều hợp SCART-RCA cũng tồn tại, thường cho phép đầu vào của video tổng hợp và âm thanh nổi. Bên ngoài Châu Âu, các đầu nối RCA riêng biệt thường được sử dụng, được bổ sung bởi các đầu nối RF để tương thích ngược và đơn giản. Mặc dù đầu nối mini-DIN được sử dụng cho kết nối S-Video, video tổng hợp, video thành phần và âm thanh analog (mono hoặc stereo) đều sử dụng đầu nối RCA trừ khi tín hiệu được gửi qua SCART. Tuy nhiên, trong lĩnh vực kỹ thuật số, các đầu nối AV kết hợp đang ngày càng phát triển; Ngày nay HDMI thường được sử dụng cho các thiết bị điện tử tiêu dùng và DisplayPort, một đối thủ cạnh tranh tiềm năng của HDMI, thường được tìm thấy trên máy tính gia đình và thiết bị ngoại vi.

## Mã màu trong thiết bị tiêu dùng
Phích cắm và ổ cắm trên thiết bị tiêu dùng được mã hóa theo màu thông thường để hỗ trợ kết nối chính xác. Các màu tiêu chuẩn cho các tín hiệu khác nhau được hiển thị bên dưới; tuy nhiên, ngoài âm thanh 7.1, tiêu chuẩn này đã giảm thành màu tổng quát hơn là trắng / vàng, đỏ / xanh dương và xanh lục / vàng cho từng cáp tương ứng.
Các ứng dụng âm thanh nổi sử dụng các đầu nối RCA đen và đỏ, xám và đỏ, hoặc trắng và đỏ; trong cả ba trường hợp, màu đỏ biểu thị đúng. Màu trắng hoặc tím cũng có thể được thay thế bằng màu đen. Một số máy ghi âm cũ hơn và thiết bị như máy thu được thiết kế để kết nối với chúng, sử dụng đầu nối DIN 5 chân để kết nối trái và phải để ghi và phát lại bằng một cáp duy nhất. Bộ điều hợp giữa đầu nối này và đầu nối RCA đã sử dụng màu trắng và đỏ để ghi kênh trái và phải, và màu xanh lam (hoặc đôi khi là màu đen) và màu vàng để phát lại, nhưng điều này không phổ biến. Hầu hết các thiết bị hiện đại có đầu nối RCA cho các thiết bị ghi âm chỉ sử dụng màu trắng và đỏ cho tất cả các cặp âm thanh nổi, cho dù là ghi âm hay phát lại.
Mặc dù đây là những màu tiêu chuẩn được tìm thấy trên các sản phẩm thương mại, nhưng có thể sử dụng cáp có đầu nối màu khác nhau, miễn là bản thân cáp tương thích với ứng dụng (ví dụ: cáp có trở kháng 75 Ω cho video và SPDIF).
| Video analog tổng hợp                | Tổng hợp                                                 | Vàng        |  |
| Âm thanh analog                      | Left/Mono (ghi lại nếu cáp băng 4 đầu nối)               | Trắng       |  |
| Âm thanh analog                      | Right (ghi lại nếu cáp băng 4 đầu nối)                   | Đỏ          |  |
| Âm thanh analog                      | Băng bên trái (chơi nếu cáp băng 4 đầu nối)              | Đen         |  |
| Âm thanh analog                      | Băng bên phải (chơi nếu cáp băng 4 đầu nối)              | Vàng        |  |
| Âm thanh analog                      | Chính giữa                                               | Xanh lá cây |  |
| Âm thanh analog                      | Âm vòm bên trái                                          | Xanh dương  |  |
| Âm thanh analog                      | Âm vòm bên phải                                          | Xám         |  |
| Âm thanh analog                      | Âm vòm phía sau bên trái                                 | Nâu         |  |
| Âm thanh analog                      | Âm vòm phía sau bên phải                                 | Vỏ cây      |  |
| Âm thanh analog                      | Subwoofer                                                | Tím         |  |
| Âm thanh kĩ thuật số                 | S/PDIF                                                   | Cam         |  |
| Video thành phần YPbPr               | Y                                                        | Xanh lá cây |  |
| Video thành phần YPbPr               | PB/CB                                                    | Xanh dương  |  |
| Video thành phần YPbPr               | PR/CR                                                    | Đỏ          |  |
| Video thành phần analog/VGA (RGB/HV) | R                                                        | Đỏ          |  |
| Video thành phần analog/VGA (RGB/HV) | G                                                        | Xanh lá cây |  |
| Video thành phần analog/VGA (RGB/HV) | B                                                        | Xanh dương  |  |
| Video thành phần analog/VGA (RGB/HV) | H (Đồng bộ hóa theo chiều ngang)/S(Đồng bộ hóa tổng hợp) | Vàng        |  |
| Video thành phần analog/VGA (RGB/HV) | V (Đồng bộ dọc)                                          | Trắng       |  |